# Sandi Toksvig
Sandra Birgitte "Sandi" Toksvig, OBE, (født 3. maj 1958 i København) er en dansk-britisk komiker, forfatter, tv- og radiovært. Hun prægedes tidligt af danskeren Birgit Overskov og er blandt andet kendt som vært på flere quizprogrammer på BBC, herunder at have overtaget værtsskabet på QI efter værten gennem mange år, Stephen Fry. Hun er desuden kendt for sine markante politiske holdninger og var en af grundlæggerne af Kvindernes Lighedsparti i marts 2015.

## Karriere
Sandi Toksvig startede sin komikerkarriere på Cambridge University, hvor hun skrev og optrådte i de første shows på Cambridge Footlights kun for kvinder. Hun var også et medlem af Cambridge University Light Entertainment Society, da hun studerede på Girton College, Cambridge og bevægede sig fra børne-tv til komik. Hun optrådte den første aften på The Comedy Store i London og var en del af The Comedy Store Players, et improviserende komikerteam.
I sin tv-karriere har hun bl.a. præsenteret No. 73, The Saturday Starship,QI, Motormouth, Gilbert's Fridge og faktaprogrammer som Island Race. Hun har også deltaget som paneldeltager i shows som Call My Bluff, Whose Line Is It Anyway?, Mock the Week, QI og Have I Got News for You. Hun optrådte i det allerførste afsnit af Have I Got News For You in 1990.
Hun er en kendt stemme for BBC Radio 4-radiolyttere efter at have erstattet Simon Hoggart i september 2006. Hun fortsatte med at være vært på BBC Radio 4 rejseprogrammet Excess Baggage. Hun er også ofte gæst i I'm Sorry I Haven't a Clue.
Hun har skrevet mange bøger, både fiktion og non-fiktion, til børn og voksne. Fra 1994 med Tales from the Norse's Mouth, en fiktiv historie for børn. I 1995, sejlede hun langs den britisk kyst med journalisten John McCarthy. I 2003 udgav hun rejsebiografien Gladys Reunited: A Personal American Journey om sin barndom og rejser i USA. Hun skriver fast en klumme i Good Housekeeping og Sunday Telegraph.
Hun optræder i hørespillet Doctor Who-afsnittet Red af Big Finish Productions, som blev sendt i august 2006.
I december 2006 var hun vært for sang ved London Gay Men's Chorus' udsolgte juleshow, Make the Yuletide Gay ved Barbican Centre i London. Over jul og nytår 2007/2008, var hun fortæller i pantomime-teatret Cinderella ved Old Vic Theatre, og I oktober 2011, var hun fortæller i den nye musical Soho Cinders ved Queen's Theatre, London. I 2011 var hun vært i anden sæson af BBC Two's Antiques Master.
I 2007 blev hun udråbt til årets politiske humorist af Channel 4 Political Awards  og årets radiovært af Broadcasting Press Guild.
I 2015 blev det offentliggjort, at hun skulle afløse Stephen Fry som vært på det populære quizprogram QI, som hun flere gange havde medvirket i som quizdeltager.

## Privatliv
Hendes far (Claus Toksvig) var udenrigskorrespondent for Danmarks Radio, og Sandi Toksvig tilbragte det meste af sin barndom uden for Danmark. Hun var bl.a. i kontrolrummet i Houston i Texas, da Neil Armstrong tog det første skridt på Månen. Hun studerede jura, arkæologi og antropologi ved Girton College, Cambridge, hvor hun modtog en pris for en "fremragende, intellektuel præstation" (The Raemakers and the Theresa Montefiore Awards). Hendes bror, Nick Toksvig, gik på Hull University og var ven med journalist og det kendte Libanon-gidsel John McCarthy, som Sandi rejste rundt med langs Storbritanniens kyst i 1995.
Hun og hendes ekspartner Peta (Petaline Stewart) er mødre til tre børn, undfanget ved kunstig befrugtning fra donor Christopher Lloyd-Pack: to døtre (født i 1988 og 1990) og en søn (født 1994). Organisationen Save the Children (den engelske udgave af Red Barnet) droppede hende som talsperson, efter at hun sprang ud som lesbisk i 1994. Organisationen undskyldte efterfølgende.
Hun blev separeret fra Peta i 1997 og har siden 1997 boet i registreret partnerskab med psykoterapeuten Debbie Toksvig. Parret blev viet i december 2014, efter at det blev tilladt for personer af samme køn tidligere på året.

## Udmærkelser
I 2014 blev hun udnævnt til Officer of the Order of the British Empire (OBE) for sit virke.

### Børnebøger
- Hitlers Kanarie Sandi Toksvig, Valerius uitgeverij, Vlaardingen, Holland, 2006 ISBN 90-78250-02-X [Dutch translation]
- Hitler's Canary, Sandi Toksvig, Doubleday, 2005
- The Troublesome Tooth Fairy, Sandi Toksvig, Transworld, 2000, ISBN 0-552-54663-1
- Super-Saver Mouse to the Rescue, Sandi Toksvig, Transworld, 2000, ISBN 0-552-54541-4
- Super-Saver Mouse, Sandi Toksvig, Transworld, 1999, ISBN 0-552-54540-6
- If I Didn't Have Elbows, Sandi Toksvig, Deagosti, 1998, ISBN 1-84089-048-7
- Unusual Day, Sandi Toksvig, Transworld/Corgi, 1997, ISBN 0-552-54539-2
- Tales from the Norse's Mouth, Sandi Toksvig, BBC Books, 1994, ISBN 0-563-40358-6

### Voksenlitteratur
- Melted into Air, Sandi Toksvig, Little Brown, 2006
- Between the Stops
- Whistling for the Elephants, Sandi Toksvig, Little Brown, 1999
- Gladys Reunited: A Personal American Journey, Sandi Toksvig, Little Brown, 2003, ISBN 0-7515-3328-9
- The Travels of Lady Bulldog Burton, Sandi Toksvig og Sandy Nightingale, Little Brown, 2002
- Flying Under Bridges, Sandi Toksvig, Little Brown, 2001
- Whistling for the Elephants, Sandi Toksvig, Transworld, 1999, ISBN 0-593-04480-0
- Great Journeys of the World, Sandi Toksvig et al, Penguin, 1997
- Island Race: an improbable voyage round the coast of Britain, John McCarthy og Sandi Toksvig, BBC Books, 1995